# Banda del Río Salí
Banda del Río Salí é uma cidade da Argentina, capital do departamento de Cruz Alta, província de Tucumã.